# Nepenthes surigaoensis
Nepenthes surigaoensis är en tvåhjärtbladig växtart som beskrevs av Adolph Daniel Edward Elmer. Nepenthes surigaoensis ingår i släktet Nepenthes och familjen Nepenthaceae. Inga underarter finns listade i Catalogue of Life.

## Bildgalleri

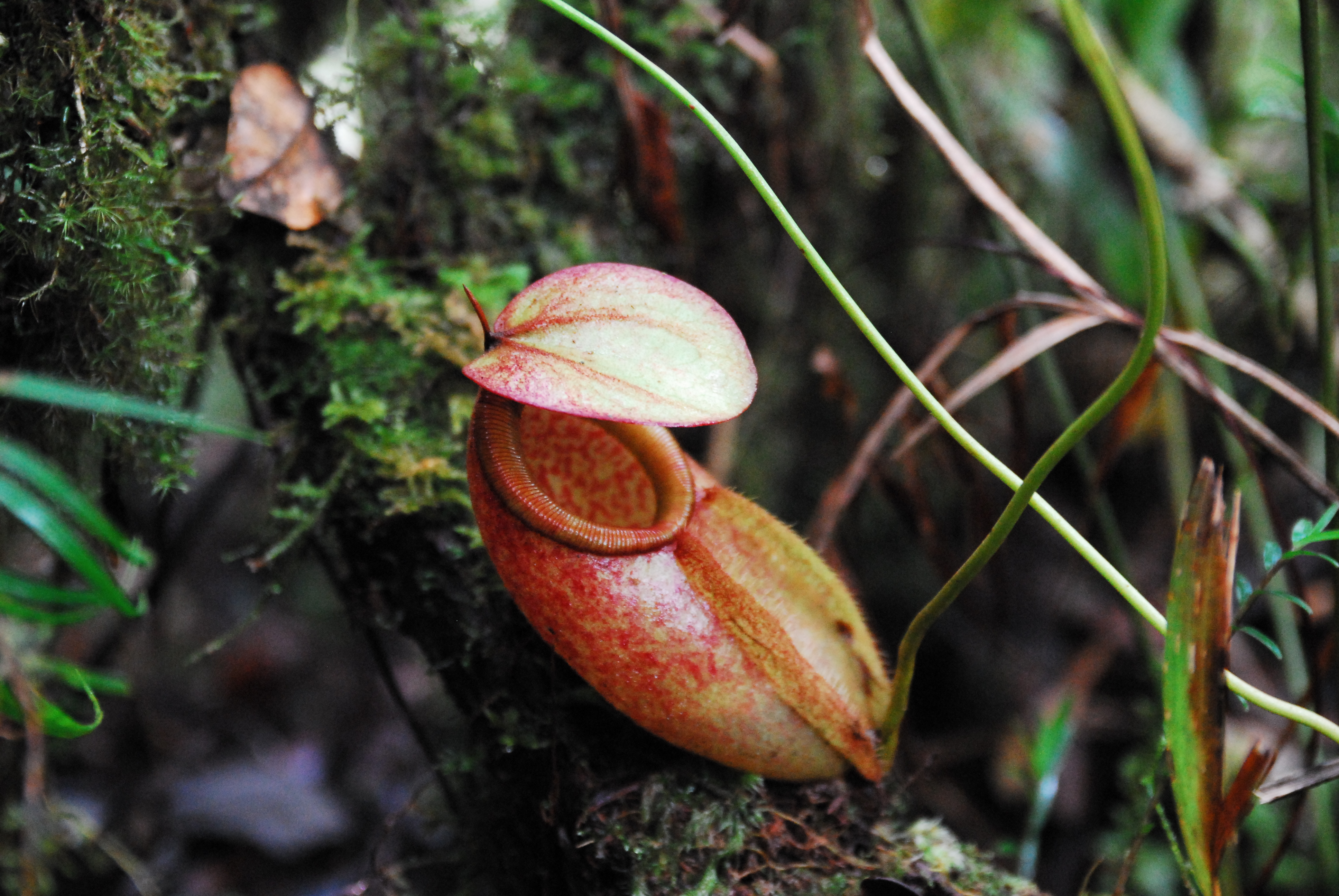
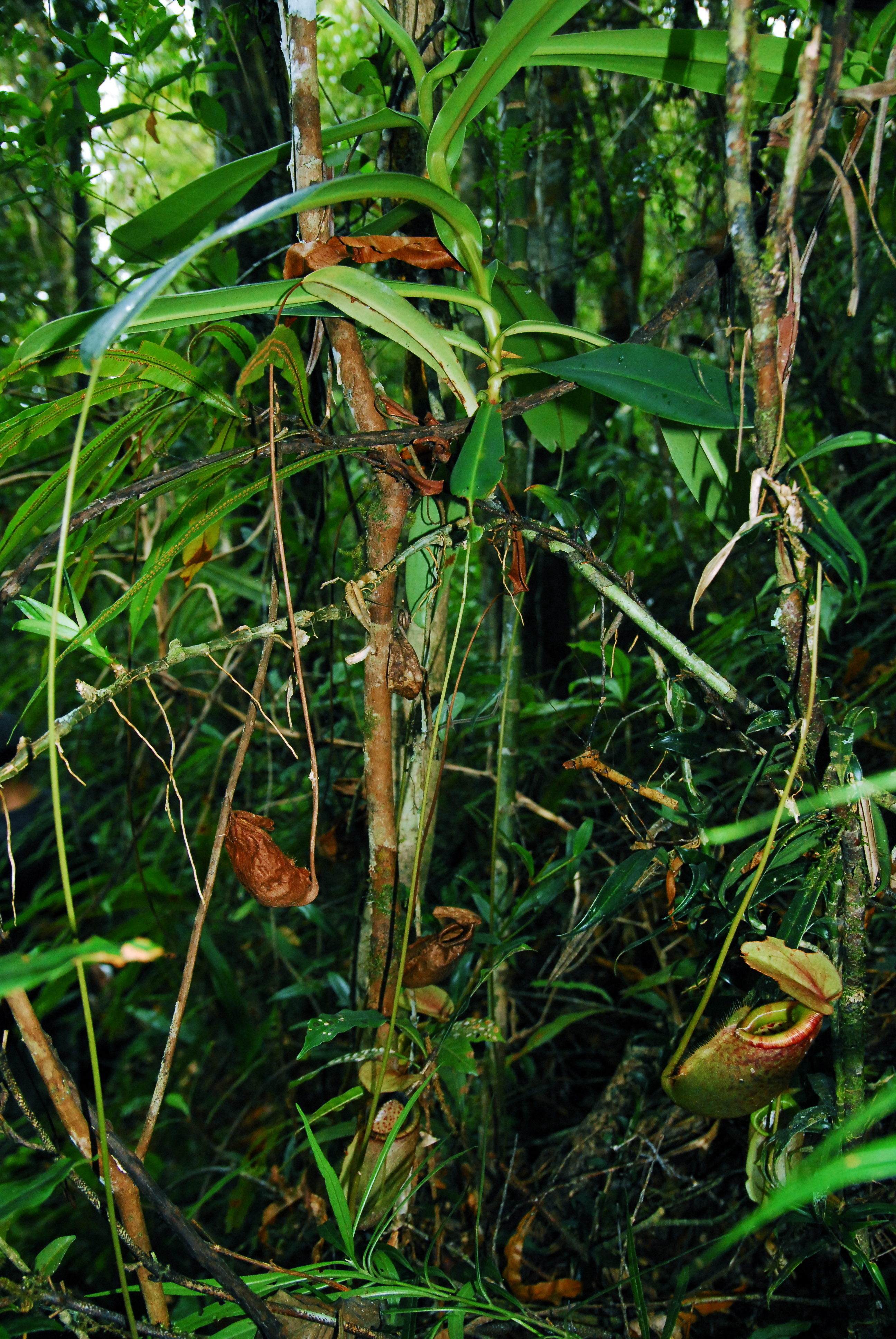
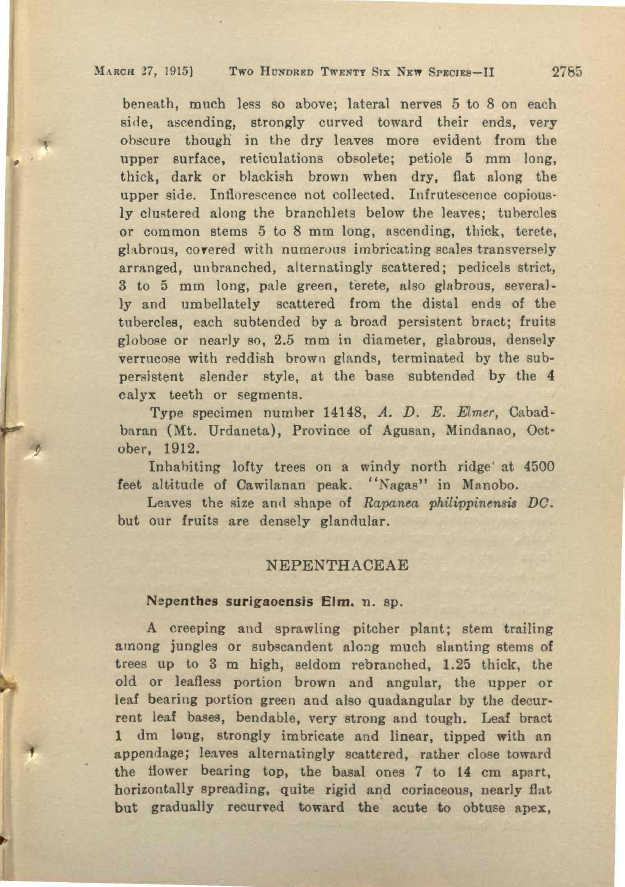
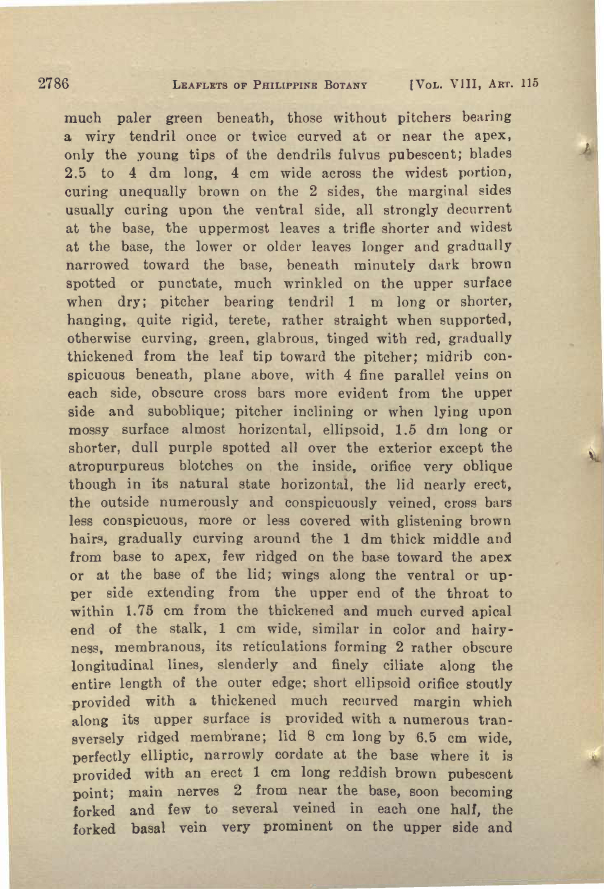
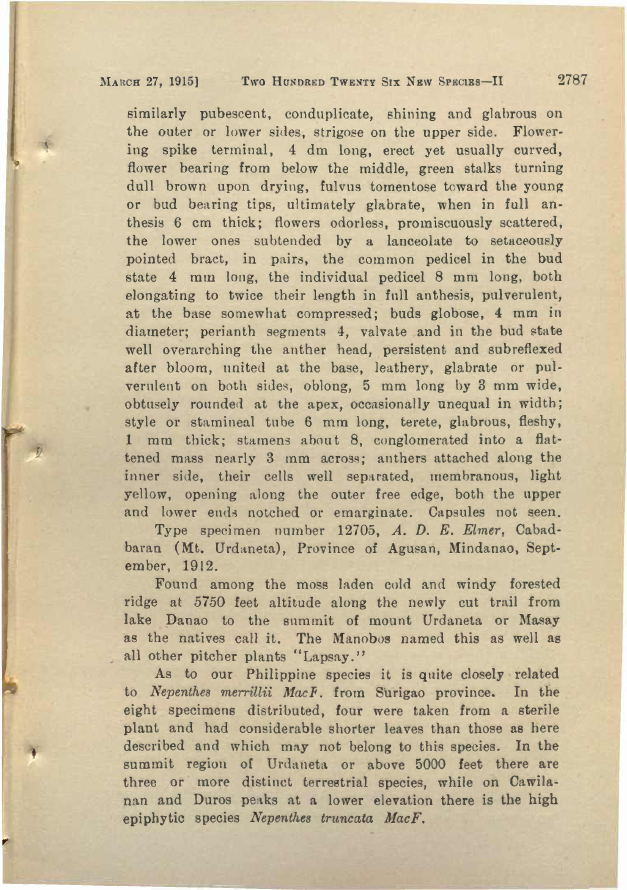